# Stefanie De Graef
Stefanie De Graef (Gent, 1980) is een Belgische illustrator van kinderboeken.

## Leven
De Graef studeerde grafische en reclamevormgeving aan de Koninklijke Academie voor Schone Kunsten van Gent. Een Erasmus-uitwisselingsproject bracht haar naar Limerick in Ierland. Later volgde ze de lerarenopleiding in Gent.

## Werk
Het afstudeerproject van De Graef bestaat uit de prenten die later de basis vormen voor Vreemdgaan, het boek waarmee ze in 2007 debuteerde. Vreemdgaan bundelt gedichten van Geert De Kockere over omgaan met andere culturen. De illustraties vormen de ruggengraat van dit boek. De Graef liet zich inspireren door de Noord-Afrikaanse cultuur, en maakt bijzonder rijke illustraties in een sober maar sprekend kleurenpalet.
Ook haar volgende boeken vallen op door hun subtiele verwijzingen naar andere culturen, hun kleurgebruik en hun sfeer. Haar beelden zijn rijk, gelaagd en gedetailleerd. Zo drijft Aisja van Pieter Van Oudheusden op een sprookjesachtige, oosterse sfeer, krijgt Ik ben Pomme van Kristien Dieltiens een ingetogen maar werelds kleurenpalet, en zijn haar prenten bij Mijn straat van Paul de Moor stemmig en nostalgisch.
De prenten van De Graef sluiten nauw aan bij de tekst. Ze heeft oog voor kleine nuances in de tekst, die ze dan in haar illustraties verwerkt.

## Bekroningen
- 2005: R. Bruynseraede-De Witte prijs voor Vreemdgaan[1][2]
- 2005: Eervolle vermelding voor deelname aan The second International Ex-libris Biennial Bulgaria[1]
- 2007: Eervolle vermelding voor deelname aan The Second International Ex-Libris Competition – Ankara[1]

- Gemeinsame Normdatei: 1204601518
- International Standard Name Identifier: 0000 0003 6876 4317
- Nederlandse Thesaurus van Auteursnamen: 301881650
- Virtual International Authority File: 290998490